# Tex Beneke
Tex Beneke, né le 12 février 1914 et mort le 30 mai 2000, est un saxophoniste, chanteur et chef d'orchestre de jazz américain. Sa carrière a été marquée en bonne partie par son association avec Glenn Miller et avec des musiciens et chanteurs qui ont travaillé avec le chef d'orchestre.

## Biographie
Tex Beneke a commencé sa carrière professionnelle dans l'orchestre de Ben Young, avec lequel il a travaillé de 1935 à 1937. En 1938, Glenn Miller, à la recherche d'un saxophoniste dans sa quête d'une sonorité distinctive pour son orchestre formé quelques mois plus tôt, a recruté Beneke sur la recommandation de Gene Krupa. Dans le double rôle de saxophoniste et de chanteur, Beneke est vite devenu un rouage important de la formation. Il a eu une part importante dans plusieurs grands succès de l'orchestre, entre autres In the Mood et Chattanooga Choo Choo.
À la suite de la disparition de Glenn Miller, la succession du chef d'orchestre a confié en 1946 la direction de la formation à Tex Beneke. L'orchestre a continué d'avoir du succès pendant un certain temps avant de décliner. Beneke n'était pas un réel meneur d'hommes, et il a fini par comprendre qu'il n'était le chef que de nom. Il aurait voulu faire évoluer le style de l'orchestre, mais les responsables chez RCA Victor insistaient pour que la formation continue de jouer comme elle l'avait toujours fait. Tex Beneke a alors décidé de quitter pour poursuivre sa carrière ailleurs. L'orchestre qu'il a formé a connu un succès mitigé.